# Pternistis squamatus
El francolín escamoso (Pternistis squamatus) es una especie de ave galliforme de la familia Phasianidae propia de África.

## Distribución
Se lo encuentra en Angola, Burundi, Camerún, República Centroafricana, República del Congo, República Democrática del Congo, Guinea Ecuatorial, Etiopía, Gabón, Kenia, Malawi, Nigeria, Ruanda, Santo Tomé y Príncipe, Sudán, Tanzania, y Uganda.